# 炔丙醛
炔丙醛，又称丙炔醛，是一种有机化合物，化学式 HC2CHO。它是同时含有醛基和碳-碳三键的化合物中最简单的。它是一种无色液体，会爆炸。

## 反应
炔丙醛的反应符合亲电性炔醛的预期。它是好的麦克尔加成反应受体。格式试剂会向其中的羰基加成。其爆炸性归因于其聚合反应放热。

## 制备
炔丙醛的缩醛可以从丙烯醛开始合成。

## 星际物质中的丙炔醛
炔丙醛存在于星际物质中。它被假设是由一氧化碳和乙炔的配合物形成的。 另一种可能的生成方法是三碳化一氢 (C3H) 和水的反应。

## 危害
炔丙醛会爆炸，可能是因为它倾向于聚合导致的。